# Antonio Moreno (actor)

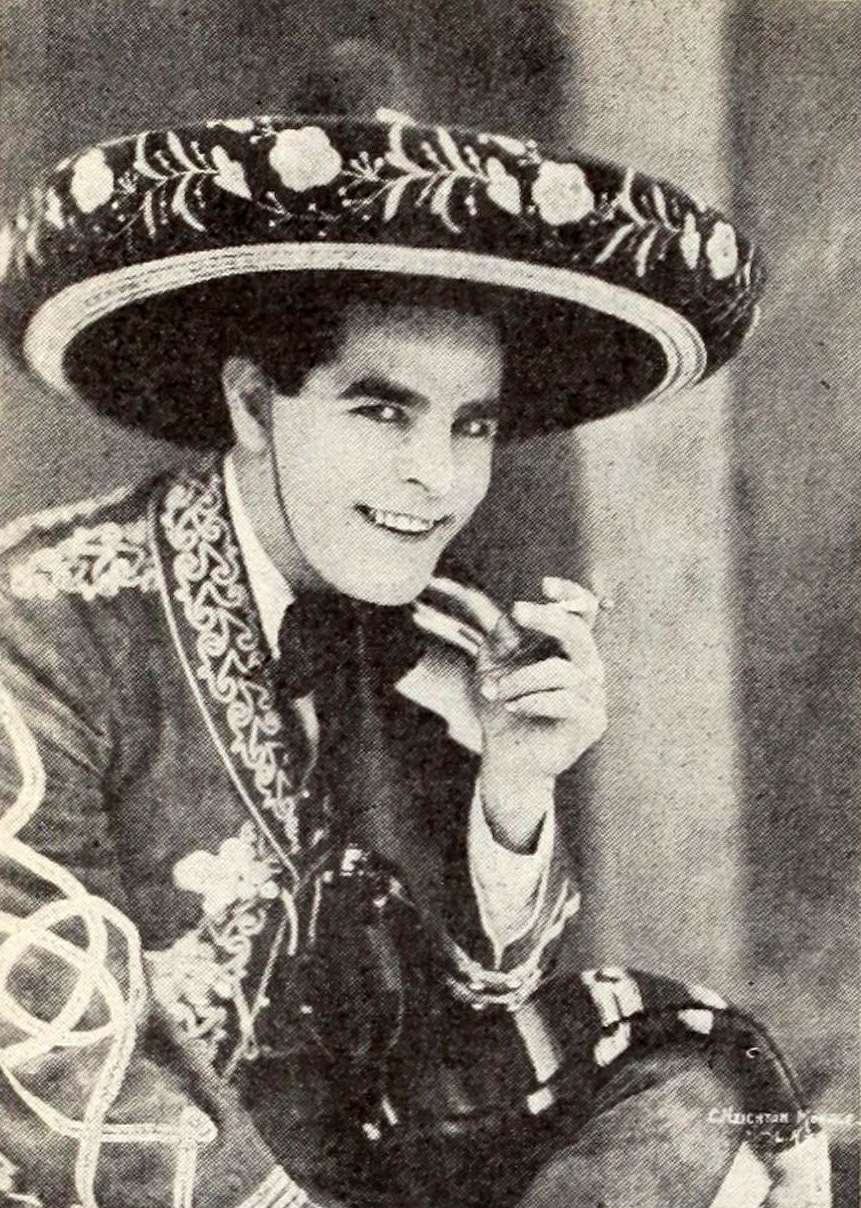
Antonio Moreno (1921)

Antonio Moreno (Madrid, España; 26 de septiembre de 1887-Los Ángeles, California, Estados Unidos; 15 de febrero de 1967) fue un actor y director español.
Su nombre verdadero era Antonio Garrido Monteagudo Moreno; conocido en inglés a veces como Tony Moreno, fue uno de los sex symbol y más famosos actores de la época del cine mudo y compartió cartel con actrices como Greta Garbo, Lupe Vélez, Pola Negri, Gloria Swanson y Clara Bow.

## Primeros años
Antonio nació en Madrid, en 1887, aunque su infancia transcurrió en Andalucía, en Campamento, San Roque (aunque algunas fuentes lo vinculan a la localidad gaditana de Los Barrios).
Hijo de militar, quedó huérfano muy pequeño. Por razones económicas emigraría a Estados Unidos a la edad de quince años.
Una vez en Estados Unidos, trabajó en una compañía de gas y electricidad, sin manifestar ningún interés por el cine. En 1910, regresa temporalmente a España donde conoce a la actriz Helen Ware, quien lo convence para probar suerte como actor de teatro; al principio solo en papeles secundarios a causa de su acento español.
Debutaría poco después en el cine mudo y en 1913 firmaría un contrato con Vitagraph que lo convertiría en uno de los actores más cotizados del cine mudo y, junto a Rodolfo Valentino, uno de los llamados latin lovers.

## Hollywood
Tras varios papeles secundarios y de extra, Moreno pronto llegó a interpretar papeles protagonistas junto a otros de los actores y actrices más cotizados del momento. Así llegarían películas como La casa del odio (The house of hate, 1918) junto a Pearl White, My American wife (1922) con Gloria Swanson, La tierra de todos (The temptress, 1926), dirigida por Fred Niblo con Greta Garbo como protagonista, Mare nostrum (1926) de Rex Ingram junto a Alice Terry o uno de sus mayores éxitos, la película Ello, una comedia romántica dirigida en 1927 por Clarence G. Badger con los actores Gary Cooper y Clara Bow; película que acuñaría el término 'It girl'.
Moreno trabajó para Vitagraph, Paramount y Metro Goldwyn Mayer, y también dirigió varias películas; la primera, en 1920, llamada The veiled mystery, y posteriormente varias películas en México.
Con la llegada del cine sonoro su carrera comenzó a decaer debido a su fuerte acento, por lo que empezó a doblar películas al español e incluso rodó una película en España: María de la O (1936), dirigida por Francisco Elías junto a Carmen Amaya y Pastora Imperio.

## Vida personal
En 1923, Moreno se casó con Daisy Canfield Danziger, una dama viuda de la alta sociedad. Ambos vivían en una lujosa mansión llamada Crestmount. Murió en un accidente de tráfico en 1933.
Moreno falleció el 15 de febrero de 1967 debido a un ataque de apoplejía cuando tenía 79 años. Está enterrado en el cementerio Forest Lawn Memorial Park de Los Ángeles, California.

## Filmografía
- Lola's Promise (1912)
- The Voice of the Millions (1912)
- His Own Fault (1912)
- An Unseen Enemy (1912)
- Two Daughters of Eve (1912)
- So Near, Yet So Far (1912)
- The Musketeers of Pig Alley (1912)
- Oil and Water (1913)
- A Misunderstood Boy (1913)
- No Place for Father (1913)
- A Cure for Suffragettes (1913)
- By Man’s Law (1913)
- The House of Discord (1913)
- Judith of Bethulia (1914)
- Strongheart (1914), como Frank Nelson, primer papel protagonista
- Too Many Husbands (1914)
- The Accomplished Mrs. Thompson (1914)
- Fogg's Millions (1914)
- Memories in Men’s Souls (1914)
- Men and Women (1914)
- The Loan Shark King (1914)
- Under False Colors (1914)
- Sunshine and Shadows (1914)
- The Song of the Ghetto (1914)
- Politics and the Press (1914)
- The Persistent Mr. Prince (1914)
- The Peacemaker (1914)
- The Old Flute Player (1914)
- The Ladies' War (1914)
- John Rance, Gentleman (1914)
- In the Latin Quarter (1914)
- His Father's House (1914)
- The Hidden Letters (1914)
- Goodbye Summer (1914)
- The Island of Regeneration (1915)
- The Dust of Egypt (1915)
- A Price for Folly (1915)
- On Her Wedding Night (1915)
- Youth (1915)
- The Quality of Mercy (1915)
- The Park Honeymooners (1915)
- The Night of the Wedding (1915)
- A Model Wife (1915)
- Love's Way (1915)
- The Gypsy Trail (1915)
- Anselo Lee (1915)
- Kennedy Square (1916)
- The Supreme Temptation (1916)
- The Shop Girl (1916)
- The Tarantula (1916)
- The Devil's Prize (1916)
- Rose of the South (1916)
- Susie, the Sleuth (1916)
- She Won the Prize (1916)
- The Magnificent Meddler (1917)
- Her Right to Live (1917)
- Money Magic (1917)
- Aladdin from Broadway (1917)
- Captain of the Gray Horse Troop (1917)
- A Son of the Hills (1917)
- By Right of Possession (1917)
- The Angel Factory (1917)
- The Mark of Cain (1917)
- The Naulahka (1918)
- The House of Hate (1918)
- The First Law (1918)
- The Iron Test (1918)
- Perils of Thunder Mountain (1919)
- The Veiled Mystery (1920)
- The Invisible Hand (1920)
- Three Sevens (1921)
- The Secret of the Hills (1921)
- A Guilty Conscience (1921)
- My American Wife (1922)
- Look Your Best (1923)
- Lost and Found on a South Sea Island (1923)
- The Trail of the Lonesome Pine (1923)
- The Exciters (1923)
- The Spanish Dancer (1923)
- Flaming Barriers (1924)
- Bluff (1924)
- Tiger Love (1924)
- Hello Frisco (1924)
- The Border Legion (1924)
- The Story Without a Name (1924)
- Learning to Love (1925)
- Her Husband's Secret (1925)
- One Year to Live (1925)
- Mare Nostrum (1926)
- Beverly of Graustark (1926)
- The Temptress (1926)
- Love's Blindness (1926)
- The Flaming Forest (1926)
- It (1927)
- Venus of Venice (1927)
- Come to My House (1927)
- Madame Pompadour (1927)
- The Whip Woman (1928)
- Nameless Men (1928)
- The Midnight Taxi (1928)
- Adoration (1928)
- Synthetic Sin (1929)
- The Air Legion (1929)
- Careers (1929)
- Romance of the Rio Grande (1929)
- María de la O (1936)
- El capitán de Castilla (1947)
- Thunder Bay (1953)
- Entre barracas (1954)
- Creature from the Black Lagoon (1954)
- The Searchers (1956)

## Filmografía como director
- Revolución (también llamada La sombra de Pancho Villa) (1933)
- Águilas frente al sol (1932)
- Santa (1932)
- The Veiled Mystery (1920)

## Reconocimientos
- Moreno fue homenajeado con una estrella en el lado norte del bloque 6600 del Hollywood Boulevard.[6]
- Tiene a su nombre una calle en la localidad gaditana de Los Barrios, así como una placa en la vivienda donde residió su madre y la que acudió en numerosas ocasiones.